# 新埃斯佩兰萨 (巴西)
新埃斯佩兰萨是巴西巴拉那州的一个市镇。总面积401.587平方公里，总人口26532人，人口密度66.1人/平方公里。